# Amphimallon maniense
Amphimallon maniense är en skalbaggsart som beskrevs av Olivier Montreuil 2000. Amphimallon maniense ingår i släktet Amphimallon och familjen Melolonthidae. Inga underarter finns listade i Catalogue of Life.